# Амалия фон Баден
Амалия Кристина Каролина фон Баден (на немски: Amalie Christine Karoline von Baden; * 26 януари 1795, Карлсруе; † 14 септември 1869, Карлсруе) от протестантската „Ернестинска линия“ „Баден-Дурлах“ от фамилията Дом Баден (Церинги), е принцеса от Баден и чрез женитба княгиня на Княжество Фюрстенберг.

## Живот
Тя е дъщеря на велик херцог Карл Фридрих фон Баден (1728 – 1811) и втората му съпруга (морганатичен брак) графиня Луиза Каролина фон Хохберг-Гайерсберг (1768 – 1820), дъщеря на фрайхер Лудвиг Хайнрих Филип Гайер фон Гайерсберг (1729 – 1772) и Максимилиана Кристиана фон Шпонек (1730 – 1804). Сестра е на Леополд (1790– 1852), велик херцог на Баден, и Вилхелм (1792 – 1859), маркграф на Баден.
Амалия се омъжва на 9 април 1818 г. в Карлсруе за княз Карл Егон II фон Фюрстенберг (* 28 октомври 1796; † 22 октомври 1854), последният суверен княз на Фюрстенберг (1804 – 1806), единствен син на австрийския генерал княз Карл Алойс фон Фюрстенберг (1760 – 1799) и принцеса Мария Елизабет фон Турн и Таксис (1767 – 1822).
Амалия фон Баден умира на 14 септември 1869 г. в Карлсруе на 74 години.

## Деца
Амалия и Карл Егон имат децата:
- Мария Елизабет Луиза Каролина (* 15 март 1819; † 9 април 1897)
- Карл Егон III (* 4 март 1820; † 15 март 1892), женен на 4 ноември 1844 г. в Грайц за принцеса Елизабет Хенриета Ройс, старата линия (* 23 март 1824; † 7 май 1861)
- Мария Амалия София Вилхелмина (* 12 февруари 1821; † 17 януари 1899), омъжена на 19 април 1845 г. в Донауешинген за херцог Виктор I фон Хоенлое-Шилингсфюрст (* 10 февруари 1818; † 30 януари 1893), херцог на Ратибор, княз на Корвей в Прусия, син на 5. княз Франц Йозеф фон Хоенлое-Шилингсфюрст (1787 -1841) и принцеса Констанца фон Хоенлое-Лангенбург (1792 – 1847)
- Максимилиан Егон I (* 29 март 1822; † 27 юли 1873), женен на 23 май 1860 г. във Виена за графиня Леонтина фон Кефенхюлер-Меч (* 25 февруари 1843; † 9 август 1914)
- Мария Хенриета Елеонора София (* 16 юли 1823; † 19 септември 1834)
- Емил Егон Максимилиан Фридрих Карл Леополд Вилхелм Франц (* 12 септември 1825; † 15 май 1899), женен на 31 май 1875 г. в Прага за графиня Леонтина фон Кефенхюлер-Меч (* 25 февруари 1843; † 9 август 1914)
- Паулина Вилхелмина Каролина Амалия (* 11 юни 1829; † 3 август 1900), омъжена на 15 април 1847 г. в Донауешинген за княз Хуго фон Хоенлое-Йоринген (* 27 май 1816; † 23 август 1897), син на княз Август фон Хоенлое-Йоринген (1784 – 1853) и херцогиня Луиза фон Вюртемберг (1789 – 1851)